# Camet Norte
Camet Norte es una localidad del partido de Mar Chiquita, (cuya cabecera es Coronel Vidal) al centro sur de la provincia de Buenos Aires, Argentina.

## Ubicación
Camet Norte es una localidad, que se encuentra ubicada en el Kilómetro 494 de la Ruta Nacional 11 al sudeste de la Ciudad de Buenos Aires y al norte de Santa Clara del Mar, separada de la misma por el arroyo Los Patos.
Esta localidad se caracteriza por sus grandes playas acantiladas, agrestes entrecortadas y de mar abierto, es un paseo en pleno contacto con la naturaleza, su arquitectura aporta un rasgo distintivo, sus “casitas de colores” construidas en madera y piedra, con grandes aberturas, decks y terrazas de diversos colores, que se destacan dentro del paisaje natural.
La distribución de las casas está dada de modo aislado e inteligente, con pocos árboles y sobre un relieve con suaves ondulaciones.
La delegación Santa Clara del Mar incluye Santa Clara del Mar, Atlántida, Camet Norte, Frente Mar, Santa Elena y Playa Dorada, siendo la población de 7,713 habitantes (Indec, 2010) y representando un incremento del 48% frente a los 5,204 habitantes (Indec, 2001) del censo anterior. Camet Norte contaba con 150 habitantes (Indec, 2001).

## Historia
La localidad de Camet Norte fue fundada por Jaime Nun.
El campo de esta localidad es un desprendimiento de la Estancia "San Manuel" que perteneció a la familia Ugarteche Anchorena, la operación de compra se realizó a la Sociedad Claramar S.R.L. escriturando la misma con fecha 30 de agosto de 1955 e inscripta el 22 de diciembre de 1955.
Con fecha 17 de diciembre de 1956 y por resolución del Consejo Deliberante con el Decreto 193, Expediente 244/956, se hace la aprobación de mensura y subdivisión de una fracción de campo sobre un predio de 214 hectáreas Nomenclatura Catastral: Circunsc IV, Sección T, Manzana 1/174.
El plano de la localidad fue levantado por el Ingeniero Civil José L. Churruarin, el cual consta de 3184 lotes distribuidos en 174 manzanas y aprobado por Geodesia de la Provincia de Buenos Aires el día 13 de agosto de 1958.
Las calles y avenidas de Camet Norte llevan el nombre de aquellas personalidades que están ligadas a la historia del país, la designación se realizó el 3 de noviembre de 1970 de acuerdo al Expediente 413-F y D.A./70.
En el año 1998 fue inaugurada La Rosadita, una de las típicas casas de colores que forman el pintoresco paisaje que caracteriza a la costanera de Camet Norte.

## Proyectos comunitarios
El día 21 de septiembre de 2019 la comunidad de Camet Norte recibió la primavera con una iniciativa innovadora con la que comenzó a darle vida a un espacio verde público ubicado entre las calles Iriarte, Sarmiento, Julio A. Roca y Bernardo de Monteagudo.
El lugar contará con senderos naturales y fue denominado como un Espacio Jardín de Nativas y otras Especies, en una propuesta vecinal enmarcada en la intención de sus residentes de preservar el espacio destinado originalmente a una plaza y promover así el patrimonio natural de la zona.
Durante la jornada, se reconocieron y plantaron más de 80 árboles y especies nativas. Además, se realizaron diversas actividades recreativas e informativas vinculadas al ambiente y para toda la familia: identificación de nativas y otras especies, charlas sobre separación de residuos, yoga, juegos, música, barriletes.